# Brantlandet, Lovisa
Brantlandet är en del av en ö i Finland.   Den ligger i kommunen Lovisa i landskapet Nyland, i den södra delen av landet, 70 km öster om huvudstaden Helsingfors.